# بيربيسكيوس
كان بيربيسكيوس (بالرومانية: ]perpeˈsit͡ʃjus]، وهو الاسم المستعار لدوميترو إس. بانيتيسكو، المعروف أيضًا باسم بانايت شت. دوميترو، ودي. بي. بيربيسكيوس، وبانيتيسكو بيربيسكيوس، المولود في 22 أكتوبر 1891، والمتوفي في 29 مارس 1971) مؤرخًا وناقدًا أدبيًا رومانيًا، وشاعرًا وكاتب مقالات وكاتبًا قصصيًا. كان أحد أبرز المؤرخين الأدبيين في فترة ما بين الحربين في رومانيا، وتميز عن جيله لدعمه التيارات الحداثية والطليعية في الأدب الروماني. من إسهاماته كمنظر دمجه مبادئ الرمزية مع مبادئ المحافظين العمليين لجمعية جونيميا في القرن التاسع عشر، ولكنه انتُقد بشدة بسبب تسامحه في ما يتعلق بالفشل الأدبي إيمانًا بالنسبية الجمالية. كما كان معروفًا بصفته محققًا أدبيًا ومؤرخًا ومتحفيًا وباحثًا في الفولكلور وناشرًا للكتب، وكان، جنبًا إلى جنب مع جورج كالينيسكو، أحد أشهر الباحثين من جيله الذين ركزوا على أعمال الكاتب الجونيميست الشهير والشاعر الوطني ميهاي إمينسكو. كان معظم حياته مكرسًا لجمع وتنظيم وتفسير نصوص إمينيسكو، ما أدى إلى إصدار مؤلفاته الرئيسية المكونة من 17 مجلدًا، والتي تُسمى أوبير («الأعمال»).
شارك بيربيسكيوس في الحرب العالمية الأولى، حيث فقد التحكم في ذراعه الأيمن، وقدم أول إصدار له في الشعر أثناء تعافيه في المستشفى، وهو إصدار درع ونقالة الذي نال إشادة النقاد. جعلته نزعته للكلاسيكية الحديثة و«الحميمية» جزءًا من تيار متميز داخل التيار المحلي للرمزية. اعتنق بيربيسكيوس أيضًا، مثله مثل الحداثيين الرئيسيين الآخرين في عصره، موقفًا معاديًا للفاشية وانتقد القومية بشكل عام، ما أدى به إلى صراع مع اليمين المتطرف في الثلاثينيات. دعم، مع ذلك، في الفترة منذ 1938 إلى 1940، على نحو مثير للجدل، جبهة النهضة الوطنية الهامشية الفاشية، ونال دعمًا من زعيمها، الملك كارول الثاني. انجذب بيربيسكيوس للاتجاه اليساري بعد الحرب العالمية الثانية، وتورط في التعاون مع الحزب الشيوعي الروماني. تردد بيربيسكيوس، رغم التأييد والإشادة التي حظي بها من قبل النظام الشيوعي، في تبرير سياساته وكرَّس سنواته الأخيرة بشكل حصري للأدب. يُعد عضوًا في الأكاديمية الرومانية والمدير المؤسس لمتحف الأدب الروماني، وكان شريكًا في تحرير مجلة فياتا رومانيسكا، وكان رئيسًا لمكتبة الأكاديمية عام 1957.

## الاسم
عُرف في البداية باسم بانايت إس. دوميترو أو بانايوت شت. دوميترو (بترتيب اسم مقلوب والحرف الأوسط منسوب للأب)، وقد سُمي دوميترو إس. بانايتيسكو (أو ديميتري بانايوت، بانايتيسكو شت. دوميترو)، أثناء دراسته في المدرسة الابتدائية. عُرف عند أصدقائه باسم ميتيكا أو ميتيش، وهما أسماء تعني دوميترو في صيغة الحب والتحبب.
الاسم المستعار لبيربسيكيوس، والذي يعود تاريخه إلى حوالي عام 1913-1918، هو كلمة لاتينية تعني «الذي يعاني» أو «الذي وقع عليه الاختيار». يعتقد بعض المعلقين أن هذه الفعلة كانت لها أهمية خاصة بالنسبة لبيربسيكيوس، إما كونها صدفة ساخرة أو نتيجة مباشرة لفقدانه لذراعه الكتابية. يجادل آخرون بأنه فقط فُرض عليه من قِبَل أصدقائه الكتاب تودور أرغيزي وجالا جالاكشن.

## السيرة الحياتية

### الحياة المبكرة والحرب العالمية الأولى
وُلد بيربسيكيوس في مدينة برايلا الواقعة على نهر الدانوب في منطقة باراغان السهلية، وهو ابن لأبوين من الطبقة الوسطى، وهما ستيفان بانايوت (أو بانايتيسكو) وإيكاترينا (الاسم قبل الزواج: دارابان)، وكانا يمتلكان منزلًا على شارع سيتاتسي. درس في المدرسة الابتدائية رقم 4، وذلك بين عامي 1898 و1902، وأكمل تعليمه الثانوي في مدرسة نيكولاي بالتشيسكو (1902-1910).
انضم بيربسيكيوس للرمزية عندما كان مراهقًا، كما قدم عرضًا شفهيًا حول الشاعر المبتكر إيون مينوليسكو في امتحان البكالوريا عام 1910. غادر إلى بوخارست، حيث التحق بكلية الآداب في الجامعة المحلية، وتخصص في دراسة اللغات الرومانسية. حضر على نحو ملحوظ محاضرات عن الأدب الحديث باللغات الرومانسية التي ألقاها أوفيد دينسوسيانو، الراعي لحركة الرمزية، التي اعتبرها تجربة تكوينية له بنفسه. اطلع أثناء سنوات دراسته الجامعية على المخطوطات المتبقية من ميهائي إمينيسكو، والتي اعتمد عليها في تفسيراته لاحقًا. قدم أولى أعماله الأدبية من خلال قصائد أرسلها إلى مجلة فيرسوري شي بروزا، التي حررها إي. إم. راشكو وألفريد هيفتر هيدالغو التابعين لأتباع دينسوسيانو في إياشي. وقع إحدى هذه القصائد الذكرى بالاسم المستعار دي. باندارا. التقى الكاتب الشاب وصديقه الشاعر البارناسياني آرتور إيناشيسكو في تلك الفترة، وكان شاهدًا مع الناقد تودور فيانو على حياة إيناشيسكو قبل أن تتغير بسبب اضطرابه العقلي والفقر المادي.
تخرج بيربسيكيوس عام 1914، وفي نفس العام تزوج من أليس باليولوجو. عُين موظفًا في مكتبة الأكاديمية الرومانية في خريف عام 1915، وكُلف بالعمل على قائمة فهرسها الجديد، في الوقت نفسه أنجبت أليس له طفلًا. نُشرت اختيارات أدبية له في العام نفسه في مجلة كرونيكا، وهي مجلة رمزية يسارية تحريرها كان بيد أرغيزي وجالاكشن. ربما شارك بيربسيكيوس أيضًا في أجندة المجلة المحبة لألمانيا، والتي تضمنت في ذلك الوقت انتقادات موجهة لقوى التحالف. كان يعمل في ذلك الوقت على رواية بعنوان السم. شوهد جزء من هذا العمل في مجلة أرينا، وهي مجلة قصيرة الأجل حررها كل من إيون فينيا، وديموستين بوتيز، بالتعاون مع هيفتر هيدالغو وإن. بورسينا.
انضم بيربسيكيوس للجيش الروماني عام 1916، عندما انضمت رومانيا إلى الحلفاء ضد القوى المركزية (انظر رومانيا في الحرب العالمية الأولى). أُرسل إلى شمال دوبرودجا عقب هزيمة تورتوكايا، عندما كانت جنوب رومانيا تتعرض لغزو من القوات البلغارية والألمانية الإمبراطورية. أُصيب كوعه الأيمن بطلقة من العدو، في 6 أكتوبر 1916، خلال معركة موراتان، وبتره الجراحون جزئيًا لمنع فقدان العضو بالكامل. كان ذراعه المعوقة مثبتة بحقيبة سوداء اللون، وتعلم بيربسيكيوس الكتابة بيده اليسرى (تغيير يقال إنه جعل خطه معروفًا فورًا لأقرانه).